# Molyvadiá
Molyvadiá (Molyvadia) är en ort i Grekland.   Den ligger i prefekturen Nomós Ioannínon och regionen Epirus, i den centrala delen av landet, 300 km nordväst om huvudstaden Aten. Molyvadiá ligger 596 meter över havet och antalet invånare är 127.
Terrängen runt Molyvadiá är huvudsakligen kuperad, men åt sydväst är den bergig.Runt Molyvadiá är det glesbefolkat, med 20 invånare per kvadratkilometer. Närmaste större samhälle är Ioánnina, 14,4 km norr om Molyvadiá. I omgivningarna runt Molyvadiá växer i huvudsak blandskog.